# Leonor de Médici (1591-1617)
Leonor de Médici, también conocida con el nombre de Leonor de Fernando I de Médici, (Florencia, 10 de noviembre de 1591-Florencia, 22 de noviembre de 1617) fue una princesa de Toscana.

## Biografía
Nació en la ciudad de Florencia, siendo la segunda hija del gran duque Fernando I de Médici, y de Cristina de Lorena. Fue nieta por línea paterna de Cosme I de Médici y Leonor de Toledo, y por línea materna del duque Carlos III de Lorena y de Claudia de Francia.
Fue hermana, entre otros, de Cosme II de Médici; Catalina de Médici, casada con Fernando I Gonzaga de Mantua; y Claudia de Médici, casada sucesivamente con Federico Ubaldo della Rovere y Leopoldo V de Habsburgo.
Para establecer una gran alianza con la monarquía católica española, fue propuesta en 1611 en matrimonio al rey Felipe III de España tras la muerte de su primera esposa, Margarita de Austria-Estiria, si bien el rey español rehusó volverse a casar.
Leonor la cual tuvo una salud delicada toda su vida, murió a la edad de veintiséis años, a causa de la viruela. Su cuerpo descansa en la Capilla de los Médici en la Basílica de San Lorenzo.